# Флаг Крымской АССР
Флаг Крымской АССР (Госуда́рственный флаг Крымской АССР) — один из государственных символов Крымской Автономной Социалистической Советской Республики, наряду с гербом.
Флаг 1921 года
10 ноября 1921 года Первый Всекрымский Учредительный съезд советов Крымской ССР принял Конституцию (Основной Закон) Крымской ССР, в статье 32 которой был описан её флаг:

32. Флаг Кр. С.С.Р. состоит из красного фона с надписью на русском и татарском языках: Крымская Социалистическая Советская Республика.
Флаг 1929 года
Согласно Конституции Крымской АССР, принятой VI съездом Советов Крымской АССР 5 мая 1929 года:

Статья 108. Государственный флаг Крымской Автономной Социалистической Советской Республики состоит из полотнища красного (алого) цвета, прямоугольного, с соотношением длины к ширине, как два к одному. В левом верхнем углу флага около древка помещаются золотые буквы РСФСР и Кр. АССР на русском и татарском языках.
Текст Конституции Крымской АССР не был утвержден ВЦИК РСФСР и Съездом Советов РСФСР. В результате, жизнедеятельность Крымской АССР осуществлялась в соответствии с Конституцией СССР 1924 г. и Конституцией РСФСР 1925 г., а также законодательными актами, принятыми в Крымской АССР
Флаг 1937 года
Описание флага в Конституции 1937 года:

Статья 112. Государственным флагом Крымской Автономной Советской Социалистической Республики является государственный флаг РСФСР, состоящий из красного полотнища, в левом углу которого, у древка наверху, помещены золотые буквы «РСФСР» на русском и татарском языках, с добавлением под надписью «РСФСР» буквами меньшего размера надписи «Крымская АССР» на русском и татарском языках.
На гербе Крымской АССР с обложки Конституции издания 1937 года название республики по-татарски — «QRЬM ASSR».
В 1938 году письменность крымскотатарского языка была переведена с латиницы на кириллицу.
30 июня 1945 года Указом Президиума Верховного Совета СССР Крымская АССР была преобразована в Крымскую область РСФСР.
Флаг Крымской АССР трижды менялся в связи с изменением алфавита крымскотатарского языка (арабица, латиница, кириллица).

Флаг Крымской ССР на арабице 1921 г.
Флаг Крымской АССР на латинице по Конституции 1937 г.
Флаг Крымской АССР на кириллице 1938 г.